# Eristalinus lucilia
Eristalinus lucilia är en tvåvingeart som först beskrevs av de Meijere 1911.  Eristalinus lucilia ingår i släktet slamflugor, och familjen blomflugor. Inga underarter finns listade i Catalogue of Life.